# Helmuth Brinkmann
Helmuth Brinkmann (* 12. März 1895 in Lübeck; † 26. September 1983 in Dießen) war ein deutscher Vizeadmiral im Zweiten Weltkrieg.

## Leben

### Frühe Jahre und Erster Weltkrieg
Nach seinem Abitur trat Brinkmann am 1. April 1913 als Seekadett der Kaiserlichen Marine bei und absolvierte nach seiner Grundausbildung bis März 1914 seine praktische Bordausbildung auf dem Großen Kreuzer Vineta. Hier wurde er am 3. April 1914 zum Fähnrich zur See ernannt. Nach dem Besuch eines Offizierslehrgangs an der Marineschule Mürwik wurde Brinkmann nach Ausbruch des Ersten Weltkriegs am 7. August 1914 auf das Linienschiff Kaiser Friedrich III. abkommandiert, wo er bis Januar 1915 verblieb. Danach diente er bis 5. März 1915 auf dem Linienschiff Kaiser Karl der Große. Anschließend erfolgte bis Ende Oktober 1915 sein Einsatz als Funktechnischer Offizier an Bord des Kleinen Kreuzers Regensburg, wo er am 18. September 1915 zum Leutnant zur See ernannt worden war. Am 29. Oktober 1915 erfolgte Brinkmanns Versetzung zur Torpedowaffe, wo er bis Kriegsende auf verschiedenen Torpedobooten als Wachoffizier eingesetzt war und mit beiden Klassen des Eisernen Kreuzes ausgezeichnet wurde.

### Zwischenkriegsjahre
Im Dezember 1918 wechselte Brinkmann als Wachoffizier und Adjutant auf das Torpedoboot V 130 über, wo er am 7. Januar 1920 zum Oberleutnant zur See der Reichsmarine befördert wurde. Am 31. Juli 1920 stieg er zum Kommandanten des Tenders T 144 auf, welches er anschließend bis Ende September 1922 kommandierte. Danach kommandierte Brinkmann bis Februar 1925 die drei Torpedoboote G 7, G 10 und S 18 der I. Torpedobootsflottille in Swinemünde. Am 10. Februar 1925 wurde er als Kompaniechef der Schiffstammdivision der Ostsee in Stralsund zugeteilt, wo er von September 1926 bis Anfang Oktober 1928 als Referent tätig war. Hier erhielt er am 1. Mai 1925 seine Beförderung zum Kapitänleutnant. Vom 3. Oktober 1928 bis 5. November 1930 diente Brinkmann als Zweiter Adjutant im Kommando der Marinestation der Ostsee in Kiel. Zum 6. November 1930 erfolgte Brinkmanns Abkommandierung auf den Leichten Kreuzer Königsberg, auf dem er bis Ende 1932 als Navigationsoffizier diente. Am 1. Januar 1933 zum Korvettenkapitän befördert, wechselte Brinkmann zum Reichswehrministerium nach Berlin, wo er bis Ende März 1935 als Referent tätig war. Am 20. Mai 1935 wurde Brinkmann zum Kommandanten des Avisos Grille ernannt, den er bis zum 6. Mai 1938 kommandierte. In dieser Dienststellung wurde er am 1. Januar 1937 zum Fregattenkapitän befördert.

### Zweiter Weltkrieg
Zum 9. Mai 1938 erfolgte seine Versetzung in das Oberkommando der Marine (OKM), wo Brinkmann von Oktober 1938 über den Beginn des Zweiten Weltkriegs bis Ende Juli 1940 als Chef der Marinewehrabteilung im neu eingerichteten Marinewehramtes fungierte. Hier erfolgte am 1. Oktober 1938 die Beförderung zum Kapitän zur See. Am 1. August 1940 wurde Brinkmann zum ersten Kommandanten des Schweren Kreuzers Prinz Eugen ernannt. Unter seinem Kommando war die Prinz Eugen u. a. am Unternehmen Rheinübung und Cerberus beteiligt. Als Brinkmann nach der Rückkehr der Prinz Eugen nach Brest beim Marinegruppenkommando West in Paris vortragen wollte, ließ sich, außer einem Offizier, der ganze Stab entschuldigen. Man wollte erst abwarten, wie sich die Seekriegsleitung zu Brinkmanns Entschluss äußern würde, die Unternehmung abzubrechen. Beim Mittagessen fand der Kommandant die ihm zugedachte Spange zum Eisernen Kreuz Erster Klasse unter der Serviette. Bereits am 1. September 1942 zum Konteradmiral ernannt, wurde Brinkmann am 25. März 1942 mit dem Deutschen Kreuz in Gold ausgezeichnet. Am 4. August 1942 gab Brinkmann das Kommando der Prinz Eugen an Korvettenkapitän Wilhelm Beck ab. Am Folgetag wurde Brinkmann zum Chef des Stabes beim Marinegruppenkommando Süd ernannt.
Am 22. November 1943 wurde Brinkmann zum Kommandierender Admiral Schwarzes Meer ernannt. Er trat dort die Nachfolge von Gustav Kieseritzky an und war zunächst u. a. für die Versorgung des Heeres im Südabschnitt der Ostfront verantwortlich. Später zeichneten sich seine unterstellten Verbände bei der Evakuierung der Halbinsel Krim aus und übernahmen danach Sicherungsaufgaben an der rumänischen Küste. Hier wurde Brinkmann am 1. Februar 1944 zum Vizeadmiral befördert und am 17. Mai 1944 mit dem Ritterkreuz des Eisernen Kreuzes ausgezeichnet. Nach der Kriegserklärung Rumäniens an das Deutsche Reich am 25. August 1944, löste sich der Befehlsbereich um Brinkmann auf. Die Stelle des Kommandierenden Admiral Schwarzes Meer wurde am 9. November 1944 in Pilsen aufgelöst und Brinkmann am Folgetag zum Marineverbindungsoffizier des Gebirgs-Armeeoberkommandos 20 ernannt. Diese Dienststellung hatte er anschließend bis zum 21. Dezember 1944 inne.
Am 6. Januar 1945 wurde Brinkmann zum II. Admiral der Ostsee ernannt. Zeitgleich fungierte er vom 20. April 1945 an auch als II. Admiral der Nordsee, als Folge der an diesem Tage erfolgten Zusammenlegung dieser beiden Dienststellen zur neuen Dienststelle II. Admiral der Ostsee/Nordsee. Vom 31. Mai 1945 bis zum 29. November 1947 befand sich Brinkmann in britischer Kriegsgefangenschaft.